# Burton Jastram
Burton Albert "Burt" Jastram, född 5 juni 1910 i San Francisco, död 20 maj 1995 i Oakland, var en amerikansk roddare.
Jastram blev olympisk guldmedaljör i åtta med styrman vid sommarspelen 1932 i Los Angeles.